# Kanton Savigny-le-Temple
Kanton Savigny-le-Temple is een kanton van het Franse departement Seine-et-Marne. Het kanton maakt deel uit van het arrondissement Melun. Het heeft een oppervlakte van 49,76 km² en telt 70 379 inwoners/km², dat is een dichtheid van 1414 inwoners/km².

## Gemeenten
Het kanton Savigny-le-Temple omvatte tot 2014 de volgende 3 gemeenten:
- Nandy
- Savigny-le-Temple (hoofdplaats)
- Seine-Port

Door de herindeling van de kantons bij decreet van 18 februari 2014; met uitwerking in maart 2015 omvat het kanton sindsdien de volgende 6 gemeenten:
- Boissettes
- Boissise-la-Bertrand
- Cesson
- Le Mée-sur-Seine
- Savigny-le-Temple
- Vert-Saint-Denis